# Futbol als Jocs Olímpics d'estiu de 1928
Als Jocs Olímpics de 1928 celebrats a la ciutat d'Amsterdam (Països Baixos) es disputà una única prova de futbol en categoria masculina. La prova es disputà entre els dies 27 de maig i 13 de juny de 1928 entre l'Estadi Olímpic d'Amsterdam, Arnhem i Rotterdam.

## Comitès participants
Participaren 338 futbolistes de 17 comitès diferents:
- Alemanya (22)
- Argentina (22)
- Bèlgica (21)
- Egipte (20)
- Espanya (22)
- Estats Units (16)
- França (22)
- Itàlia (22)
- Iugoslàvia (19)
- Luxemburg (15)
- Mèxic (17)
- Països Baixos (22)
- Portugal (19)
- Suïssa (21)
- Turquia (19)
- Uruguai (22)
- Xile (17)

## Seus
| Estadi Olímpic                           | Het Nederlandsch Sportpark |
| Capacitat: 33.005                        | Capacitat: 29.787          |
|                                          |                            |
| Estadi OlímpicHet Nederlandsch Sportpark |                            |

## Resum de medalles
| Prova          | Or | Argent | Bronze |
| Futbol masculí | UruguaiJosé Andrade · Juan Peregrino Anselmo · Pedro Arispe · Juan Arremón · Venancio Bartibás · Fausto Batignani · René Borjas · Antonio Campolo · Adhemar Canavesi · Héctor Castro · Pedro Cea · Lorenzo Fernández · Roberto Figueroa · Alvaro Gestido · Andrés Mazali · Ángel Melogno · José Nasazzi · Pedro Petrone · Juan Píriz · Héctor Scarone · Domingo Tejera · Santos Urdinarán | Argentina Ludovico Bidoglio · Ángel Bossio · Saúl Calandra · Alfredo Carricaberry · Roberto Cherro · Octavio Diaz · Juan Evaristo · Manuel Ferreira · Enrique Gainzarain · Alfredo Helman · Segundo Luna · Ángel Segundo Medici · Luis Monti · Pedro Ochoa · Rodolfo Orlandini · Raimundo Orsi · Fernando Paternoster · Feliciano Perducca · Natalio Perinetti · Domingo Tarasconi · Luis Weihmuller · Adolfo Zumelzú | Itàlia Elvio Banchero · Virgilio Felice Levratto · Pietro Pastore · Gino Rossetti · Attilio Ferraris · Enrico Rivolta · Felice Gasperi · Alfredo Pitto · Pietro Genovesi · Antonio Janni · Fulvio Bernardini · Silvio Pietroboni · Andrea Viviano · Delfo Bellini · Umberto Caligaris · Virginio Rosetta · Giampiero Combi · Giovanni De Prà · Adolfo Baloncieri · Mario Magnozzi · Angelo Schiavio · Valentino Degani |

## Medaller
| Posició | País      | Or | Argent | Bronze | Total |
| 1       | Uruguai   | 1  | 0      | 0      | 1     |
| 2       | Argentina | 0  | 1      | 0      | 1     |
| 3       | Itàlia    | 0  | 0      | 1      | 1     |

## Resultats

### Ronda preliminar
| Portugal                                           | 4–2   | Xile                         |
| -------------------------------------------------- | ----- | ---------------------------- |
| Vitor Silva 38' · Pepe 40' 50' · Valdemar Mota 63' | Resum | Saavedra 14' · Carbonell 30' |

 Amsterdam

Àrbitre: Youssuf Mohamed (EGI)

Assistència: 2.309        

### Primera ronda
| Bèlgica                                           | 5–3   | Luxemburg                                  |
| ------------------------------------------------- | ----- | ------------------------------------------ |
| R. Braine 9' 72' · Versijp 20' · Moeschal 23' 67' | Resum | Schutz 31' · Weisgerber 42' · Theissen 44' |

 Amsterdam

Àrbitre: Lorenzo Martinez (ARG)

Assistència: 5.834        
| Alemanya                           | 4–0   | Suïssa |
| ---------------------------------- | ----- | ------ |
| Hofmann 17' 75' 85' · Hornauer 42' | Resum |        |

 Amsterdam

Àrbitre: Willem Eymers (PBA)

Assistència: 16.158        
| Egipte                                                                               | 7–1   | Turquia   |
| ------------------------------------------------------------------------------------ | ----- | --------- |
| El-Hassany 20' · Riad 27' · Mokhtar 46' 50' 63' · El-Sayed Hooda 53' · El-Zobeir 86' | Resum | Refet 71' |

 Amsterdam

Àrbitre: Marcel Slawik (FRA)

Assistència: 2.744        
| Itàlia                                                     | 4–3   | França                        |
| ---------------------------------------------------------- | ----- | ----------------------------- |
| Rosetti 19' · Levratto 39' · Banchero 43' · Baloncieri 60' | Resum | Brouzes 15' 17' · Dauphin 61' |

 Amsterdam

Àrbitre: Henri Christophe (BEL)

Assistència: 2.509        
| Portugal                            | 2–1   | Iugoslàvia  |
| ----------------------------------- | ----- | ----------- |
| Vitor Silva 25' · Augusto Silva 90' | Resum | Bonačić 40' |

 Amsterdam

Àrbitre: Alfred Birlem (ALE)

Assistència: 1.226        
| Espanya                                                            | 7–1   | Mèxic       |
| ------------------------------------------------------------------ | ----- | ----------- |
| Regueiro 13' 27' · Yermo 43' 63' 85' · Calcotas 66' · Mariscal 70' | Resum | Carreño 76' |

 Amsterdam

Àrbitre: Gabor Boronkay (HUN)

Assistència: 2.344        
| Països Baixos | 0–2   | Uruguai                     |
| ------------- | ----- | --------------------------- |
|               | Resum | Scarone 20' · Urdinarán 86' |

 Amsterdam

Àrbitre: Jan Langenus (BEL)

Assistència: 27.730        
| Argentina                                                                       | 11–2  | Estats Units             |
| ------------------------------------------------------------------------------- | ----- | ------------------------ |
| Ferreira 9' 29' · Tarasconi 24' 63' 66' 89' · Orsi 41' 73' · Cherro 47' 49' 57' | Resum | Kuntner 55' · Caroll 75' |

 Amsterdam

Àrbitre: Paul Ruoff (SUI)

Assistència: 3.848        

### Quarts de final
| Itàlia         | 1–1   | Espanya    |
| -------------- | ----- | ---------- |
| Baloncieri 63' | Resum | Zaldúa 11' |

 Amsterdam

Àrbitre: Domingo Lombardi (URU)

Assistència: 3.388        
| Itàlia                                                                                         | 7–1   | Espanya   |
| ---------------------------------------------------------------------------------------------- | ----- | --------- |
| Magnozzi 14' · Schiavio 15' · Baloncieri 18' · Bernardini 40' · Rivolta 72' · Levratto 76' 77' | Resum | Yermo 47' |

 Amsterdam

Àrbitre: H. S. Boekman (PBA)

Assistència: 4.770        
| Argentina                                         | 6–3   | Bèlgica                                     |
| ------------------------------------------------- | ----- | ------------------------------------------- |
| Tarasconi 1' 10' 75' 89' · Ferreira 4' · Orsi 81' | Resum | R. Braine 24' · Vanhalme 28' · Moeschal 53' |

 Amsterdam

Àrbitre: Gamma Malcher (ITA)

Assistència: 16.399        
| Egipte                 | 2–1   | Portugal        |
| ---------------------- | ----- | --------------- |
| Mokhtar 15' · Riad 48' | Resum | Vitor Silva 76' |

 Amsterdam

Àrbitre: Giovanni Mauro (ITA)

Assistència: 3.448        
| Uruguai                          | 4–1   | Alemanya    |
| -------------------------------- | ----- | ----------- |
| Petrone 35' 39' 84' · Castro 63' | Resum | Hofmann 81' |

 Amsterdam

Àrbitre: Youssuf Mohamed (EGI)

Assistència: 25.131        

### Semifinals
| Argentina                                             | 6–0   | Egipte |
| ----------------------------------------------------- | ----- | ------ |
| Cherro 10' · Ferreira 32' 82' · Tarasconi 37' 54' 61' | Resum |        |

 Amsterdam

Àrbitre: Pedro Escartín (ESP)

Assistència: 7.887        
| Uruguai                             | 3–2   | Itàlia                       |
| ----------------------------------- | ----- | ---------------------------- |
| Cea 17' · Campolo 28' · Scarone 31' | Resum | Baloncieri 9' · Levratto 60' |

 Amsterdam

Àrbitre: Willem Eymers (PBA)

Assistència: 15.230        

### Partit pel tercer lloc
| Itàlia                                                                                 | 11–3  | Egipte                     |
| -------------------------------------------------------------------------------------- | ----- | -------------------------- |
| Schiavio 6' 42' 58' · Baloncieri 14' 52' · Banchero 19' 39' 44' · Magnozzi 72' 80' 88' | Resum | Riad 12' 16' · El-Ezam 60' |

 Amsterdam

Àrbitre: Jan Langenus (BEL)

Assistència: 6.378        

### Final
| Uruguai     | 1–1   | Argentina    |
| ----------- | ----- | ------------ |
| Petrone 23' | Resum | Ferreira 50' |

 Amsterdam

Àrbitre: Johannes Mutters (PBA)

Assistència: 28.253        
| Uruguai                    | 2–1   | Argentina |
| -------------------------- | ----- | --------- |
| Figueroa 17' · Scarone 73' | Resum | Monti 28' |

 Amsterdam

Àrbitre: Johannes Mutters (PBA)

Assistència: 28.113        